# Šindliar
Šindliar (in ungherese Singlér) è un comune della Slovacchia facente parte del distretto di Prešov, nella regione omonima.